# Шампион де Сисе, Луи-Туссен
Луи-Туссен-Мари Шампион де Сисе (граф Сисе; фр. Louis-Toussaint-Marie Champion de Cice; 5 августа 1732, Ренн, Королевство Франция — 28 января 1792, Париж, Королевство Франция) — французский офицер французского военно-морского флота, брат священнослужителей Жан-Батиста-Мари Шампиона де Сисе, Жерома-Мари Шампиона де Сисе и монахини Аделаиды-Мари Шампион де Сисе.

## Биография

### Ранние годы, происхождение, детство и юность
Луи-Туссен-Мари Шампион де Сисе родился 5 августа 1732 года в Ренне в аристократической семье. Его отцом был капитан драгунского полка Бретани Жером-Винсент Шампион де Сисе (1680—1750), матерью была Мари-Роз де Варенн де Кондат (1702—1784). Луи-Туссен-Мари происходил из аристократической семьи Шампион де Сисе. Луи-Туссен-Мари был одним из двенадцати детей в семье, среди его братьев и сестёр были Жан-Батист-Мари Шампион де Сисе (1725—1805), который занимал должности епископа Труа и Осера, священнослужитель Жером-Мари Шампион де Сисе (1735—1810), капитан Королевского пехотного полка Огюстен-Мари Шампион де Сисе (1745—1815) и монахиня Аделаида-Мари Шампион де Сисе (1749—1818). Среди его предков были прелат Ги Шампион де Сисе (ум. 1635) и барон Франсуа Шампион де Сисе (1635—1715). Двоюродным дедом Луи-Туссена был миссионер и священнослужитель Луи-Арман Шампион де Сисе (1648—1727). Прадедом Луи-Туссена был кавалер ордена Сен-Лазар Рене Шампион де Сисе, который был убит в 1667 году в морском сражении при Флессинге.

### Королевская военно-морская карьера
12 января 1746 года молодой Луи-Туссен-Мари Шампион де Сисе поступил на флот в качестве гардемарина. Он участвовал в Семилетней войне. 17 апреля 1757 года Шампион де Сисе был произведён в лейтенанты, а 24 марта 1772 года — в капитаны.
В 1767 году он женился на Жанне-Женевьеве-Генриетте де Фуше де Вуазенон (1742—1803), племяннице аббата Вуазенона, от которой у него родилось восемь детей.
Луи-Туссен-Мари Шампион де Сисе также участвовал в Войне за независимость США.
В 1778 году Луи-Туссен-Мари Шампион де Сисе служил первым офицером на 74-пушечном линейном корабле «Зодиак», входившем в состав Первого подразделения Белой эскадры флота под командованием графа д’Орвилье.
В 1780 году Луи-Туссену-Мари было поручено командование 64-пушечным Solitaire в эскадрилье под командованием Гишена. 29 апреля 1781 года он участвовал в битве при Форт-Ройяле и служил под командованием адмирала де Грасса, принимая участие в Чесапикском сражении 5 сентября 1781 года и последующей осаде Йорктауна.
В 1782 году Луи-Туссен-Мари Шампион де Сисе был произведён в бригадиры, и в командиры эскадры 20 августа 1784 года.
Луи-Туссен-Мари Шампион де Сисе умер 28 января 1792 года в Париже в возрасте 59 лет.

## Семья и дети
Луи-Туссен-Мари Шампион де Сисе был женат на Жанне-Женевьеве-Генриетте де Фуше де Вуазенон. От этого брака у них было восемь детей, в том числе пятеро сыновей, все из которых погибли в бою. Двое, Поль-Пьер и Жером-Луи, погибли в рядах роялистов в битве при Гранд-Шампань в мае 1795 года, в то время, как двое других, Мари-Жером и Мари-Амбруаз — в рядах республиканских армий во время революционных войн.